# Saint-Maurice-de-Beynost
Saint-Maurice-de-Beynost ist eine französische Gemeinde  mit 4.243 Einwohnern (Stand: 1. Januar 2022) im Département Ain in der Region Auvergne-Rhône-Alpes. Sie gehört zum Kanton Miribel im Arrondissement Bourg-en-Bresse und ist Mitglied im Gemeindeverband Miribel et du Plateau.

## Geographie
Saint-Maurice-de-Beynost liegt auf 181 m, etwa 13 Kilometer nordöstlich der Stadt Lyon (Luftlinie) in der Landschaft Côtière. Die Fläche des 6,99 km² großen Gemeindegebiets umfasst sowohl einen Teil des Schwemmtals der Rhône wie auch einen Teil des Hochplateaus der Dombes. Eine etwa 100 Meter hohe Geländekante trennt beide Teile. Die Ortschaft liegt vollständig im unteren Abschnitt und bildet mit den Nachbarorten Miribel und Beynost eine kontinuierliche Bebauung. Das Gemeindeareal reicht bis an den Grand Parc de Miribel-Jonage heran und wird vom Canal de Miribel durchquert, ein künstlich geschaffener Seitenkanal der Rhône, der von Jons nach Caluire-et-Cuire führt.
Nachbargemeinden von Saint-Maurice-de-Beynost sind Tramoyes im Norden, Beynost im Osten, Meyzieu im Département Rhône im Süden und Miribel im Westen.

## Geschichte
Im Mittelalter bildete Saint-Maurice-de-Beynost eine kleine Herrschaft, die 1285 eine erste urkundliche Erwähnung fand und zu der Zeit den Herren von Montluel unterstand. Während der ersten Hälfte des 14. Jahrhunderts änderten sich die Besitzverhältnisse mehrfach, und Saint-Maurice-de-Beynost gelangte 1317 an den Dauphin von Viennois, dann 1343 unter die französische Krone und 1355 an die Grafen von Savoyen. Mit dem Vertrag von Lyon gelangte die Region im Jahre 1601 an Frankreich. Bis zur Französischen Revolution gehörte der Ort zur Provinz Bresse, danach zum Kanton Montluel und ab 1982 zum neu ausgegliederten Kanton Miribel.
Die Umwandlung von einem kleinen Bauerndorf zu einem Industriestandort begann in den 1920er Jahren, als die damalige Société lyonnaise de soie artificielle auf dem zur Rhône hingewandten Teil der Gemeinde eine Fabrik für Viskosefaser (Kunstseide) errichtete. Nach mehreren Besitzerwechseln gehört der Standort seit 1996 zur japanischen Unternehmensgruppe Toray Industries.

### Bevölkerungsentwicklung
| Jahr                       | 1962 | 1968 | 1975 | 1982 | 1990 | 1999 | 2006 | 2012 | 2021 |
| -------------------------- | ---- | ---- | ---- | ---- | ---- | ---- | ---- | ---- | ---- |
| Einwohner                  | 2011 | 2695 | 2791 | 3503 | 3468 | 4020 | 3903 | 3863 | 4155 |
| Quellen: Cassini und INSEE |      |      |      |      |      |      |      |      |      |

Mit 4243 Einwohnern (Stand 1. Januar 2022) gehört Saint-Maurice-de-Beynost zu den mittelgroßen Gemeinden des Départements Ain. Nachdem die Einwohnerzahl bis ins erste Viertel des 20. Jahrhunderts konstant bei etwa 300 Einwohnern lag, vervierfachte sie sich in der Zeit von 1926 (365 Einwohner) bis 1931 (1536 Einwohner) aufgrund der Industrialisierung. Auch danach wuchs die Gemeinde kontinuierlich weiter, bis der Trend nach 1999 stoppte. Die Ortsbewohner von Saint-Maurice-de-Beynost heißen auf Französisch Mauricien(ne)s.

## Wirtschaft und Infrastruktur
In Saint-Maurice-de-Beynost gibt es mehr als 200 Betriebe, von denen insbesondere die Standorte von Toray Films Europe und Cegelec eine Belegschaft von mehreren Hundert Angestellten aufweisen. Ein großer Teil der erwerbstätigen Bevölkerung sind außerdem Wegpendler, die vor allem in den ähnlich strukturierten Nachbarorten und dem Großraum Lyon ihrer Arbeit nachgehen.
Saint-Maurice-de-Beynost hat einen Haltepunkt an der Bahnstrecke Lyon–Genève, die in Ost-West-Richtung über das Gemeindegebiet führt. Die Route départementale D1084 durchquert den Ort. Als ehemalige Route nationale 84 verbindet sie Lyon mit Nantua und ist auch Teil der Landstraßenverbindung zwischen Lyon und der Westschweiz. Die Autobahn Autoroute A42 verläuft ebenfalls durch das Gemeindegebiet und hat dort eine Anschlussstelle, die gleichzeitig das Ende des mautfreien Abschnitts Villeurbanne—Saint-Maurice-de-Beynost markiert.

## Sehenswürdigkeiten
Der 22 km² große Natur- und Freizeitpark Grand parc de Miribel-Jonage liegt zu einem kleinen Teil auf dem Gemeindegebiet von Saint-Maurice-de-Beynost.
Die ehemalige Pfarrkirche Saint-Maurice (Lage) besteht aus einem einschiffigen Kirchengebäude aus dem 12. Jahrhundert, das in späteren Jahrhunderten verändert und um zwei Kapellen erweitert wurde. Der Glockenturm ist aus dem 19. Jahrhundert.
In Saint-Maurice-de-Beynost befinden sich eine staatliche Vorschule (école maternelle) und eine staatliche Grundschule (école élémentaire).

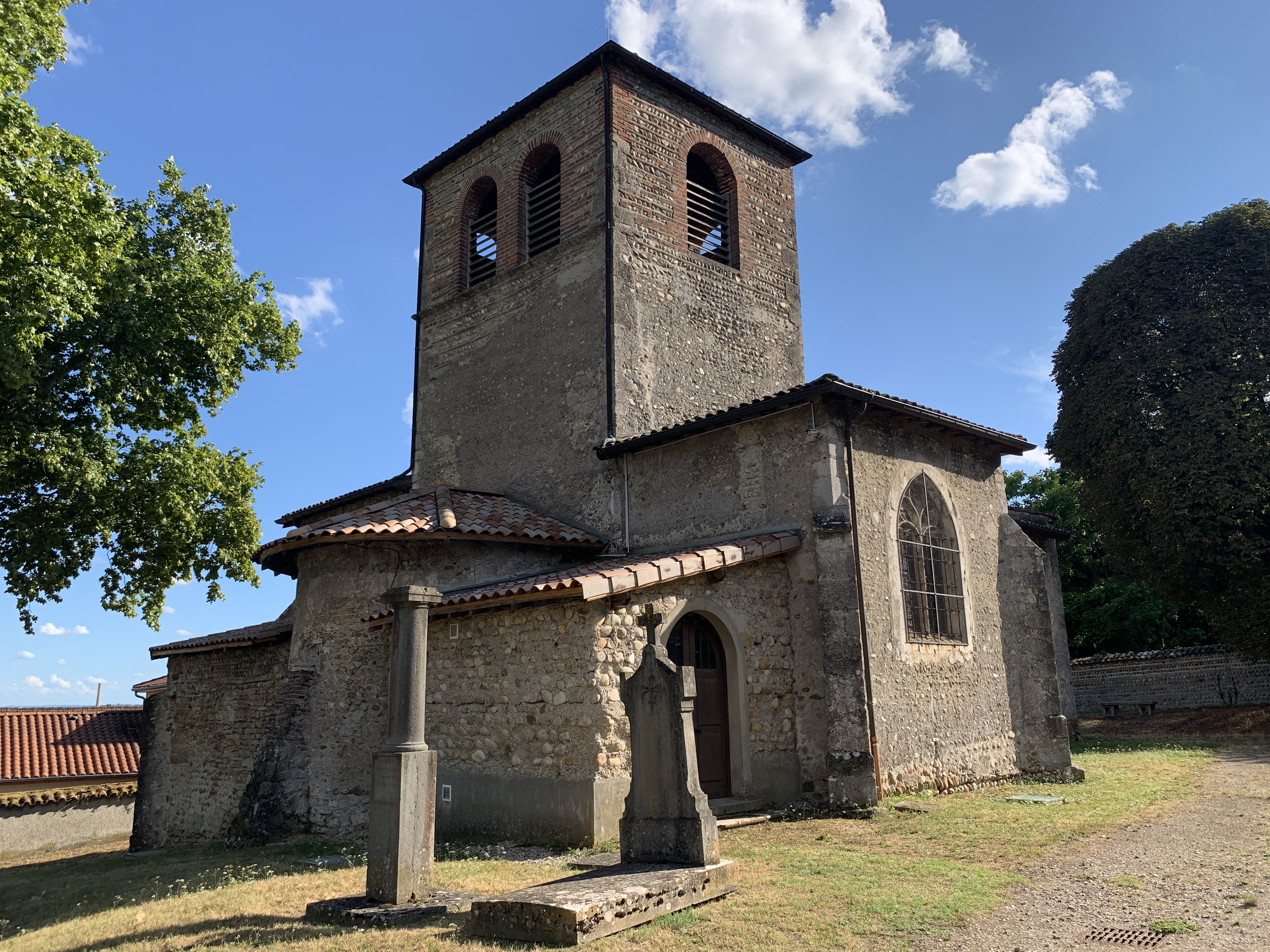
Kirche Saint-Maurice
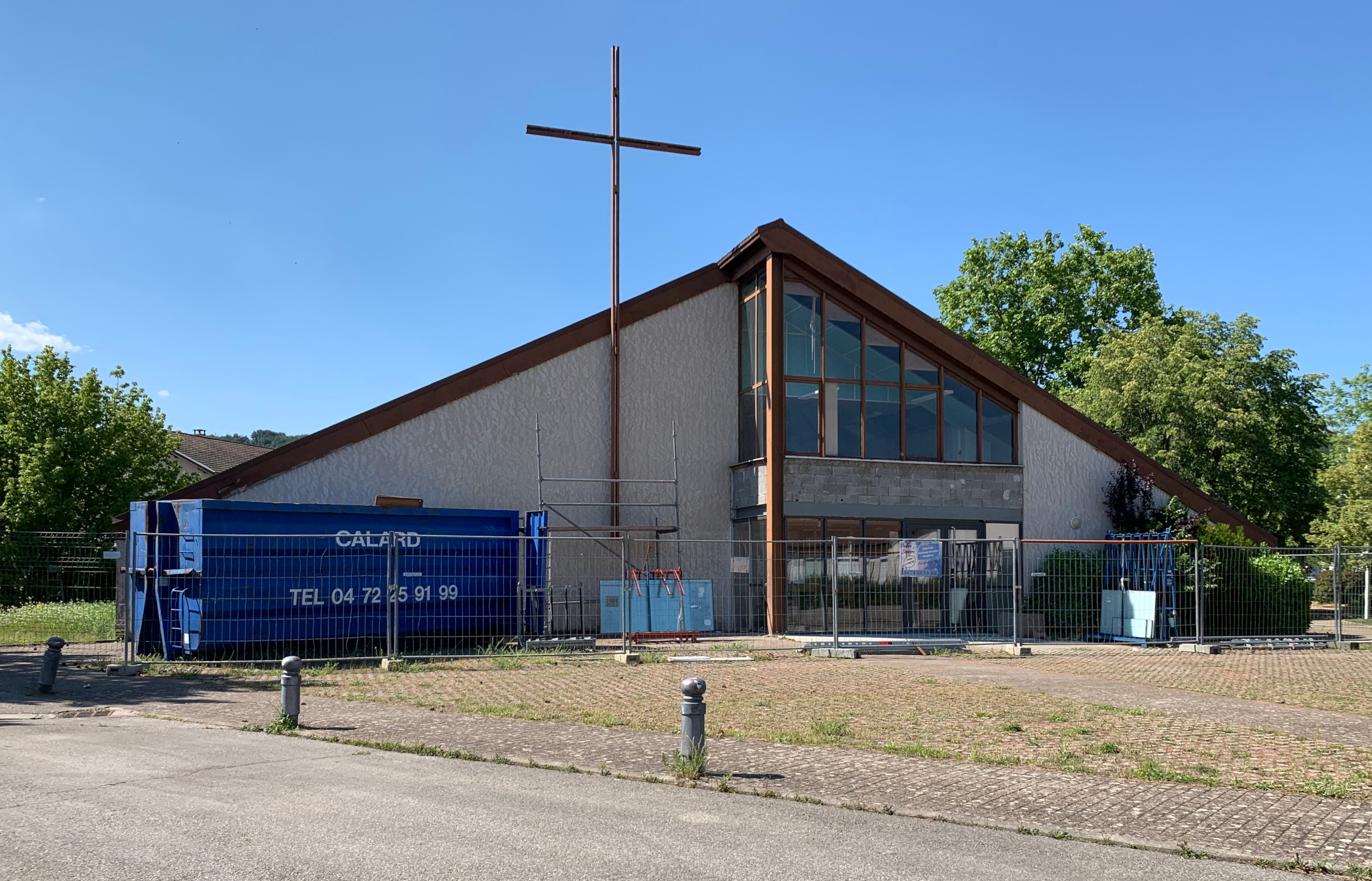
Kirche Notre-Dame
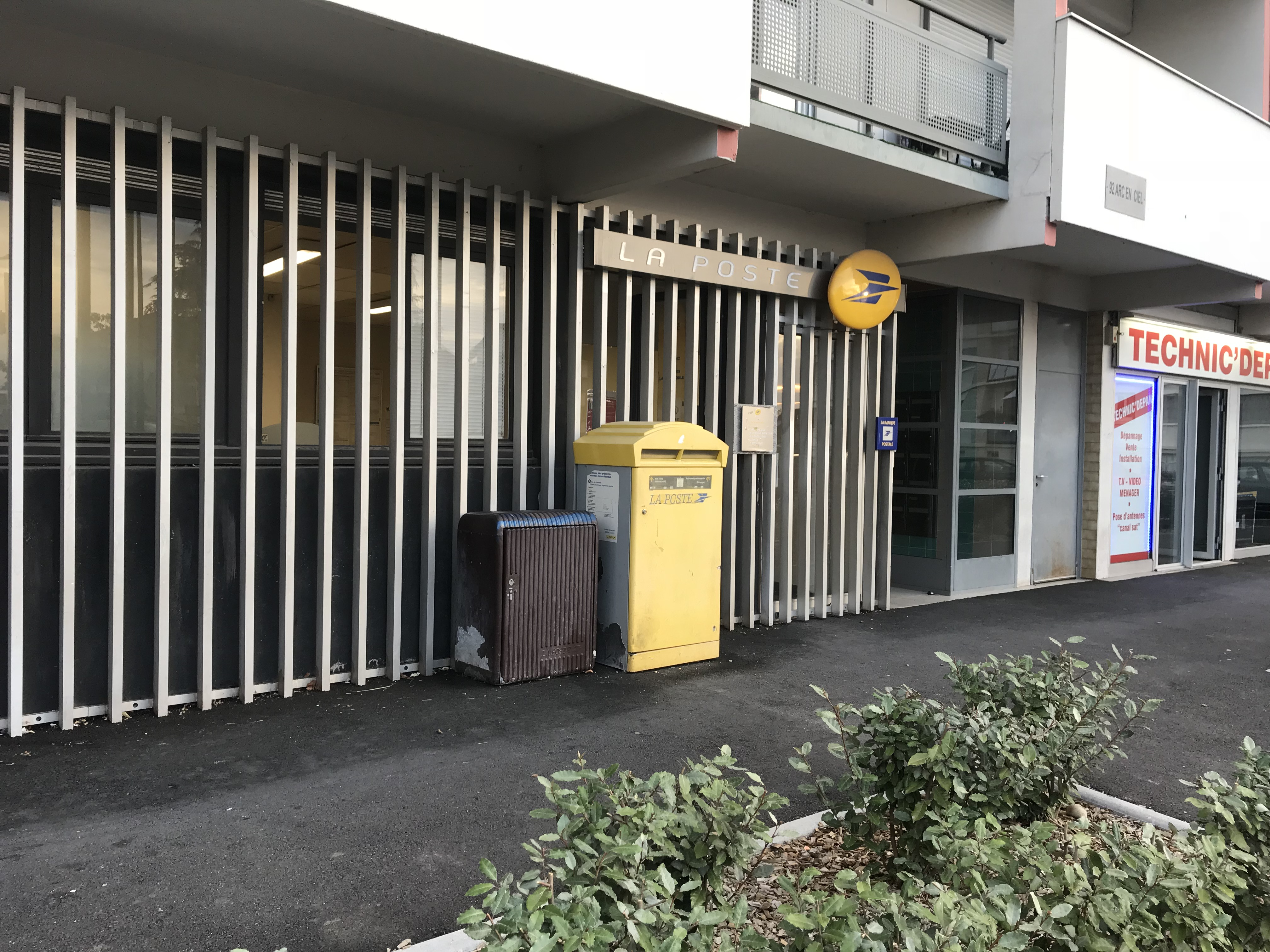
Postamt
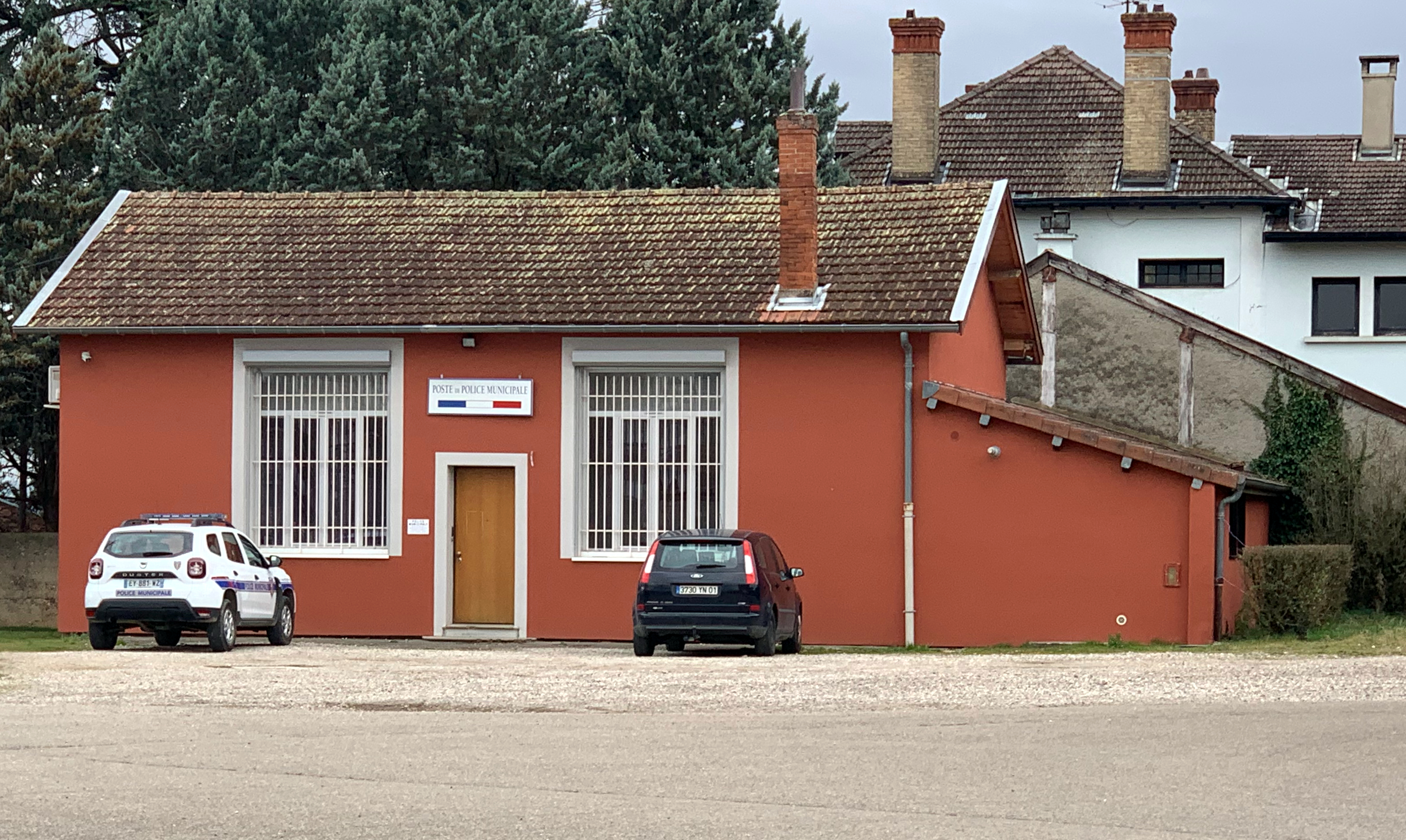
Polizeistation
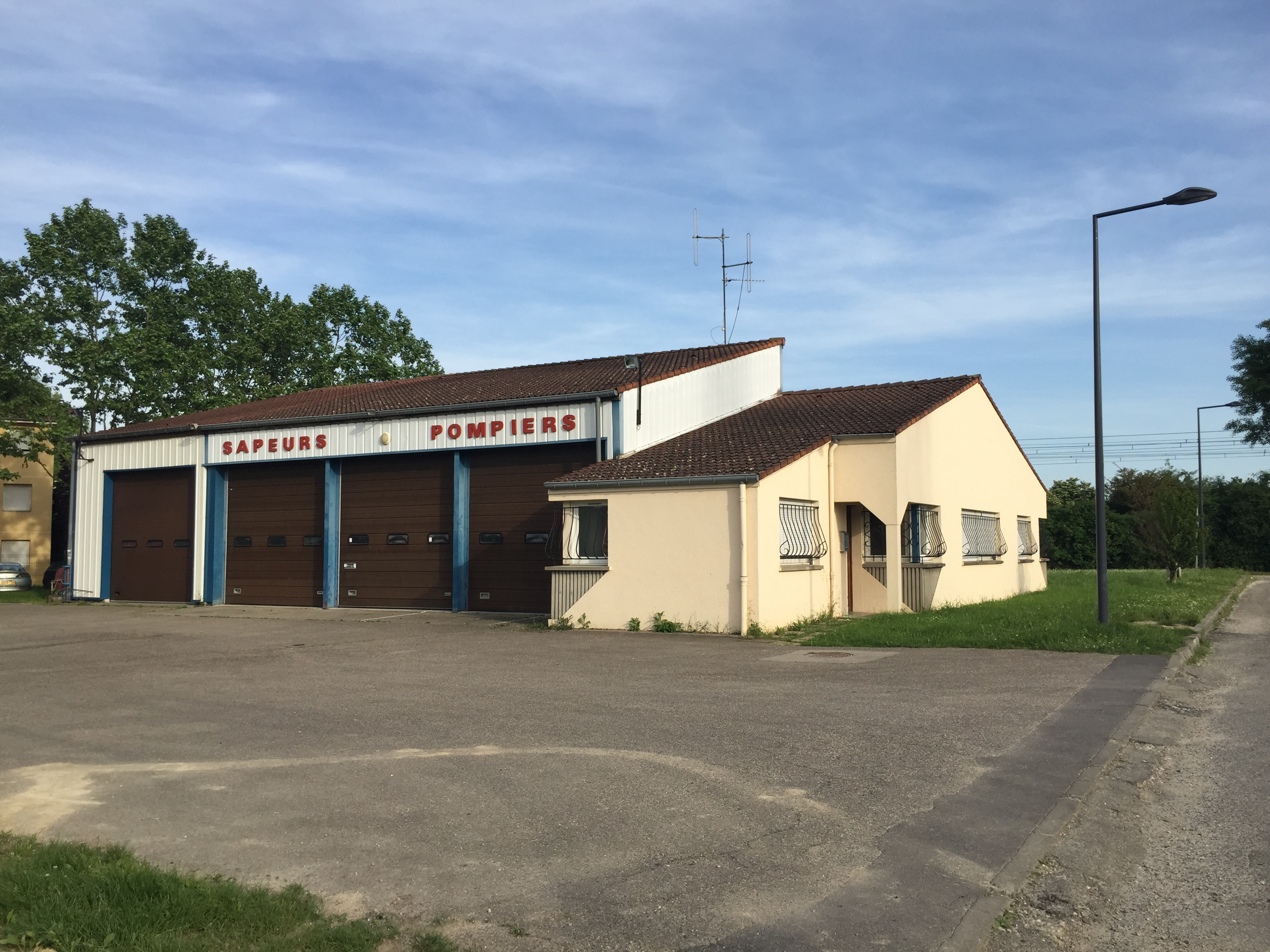
Feuerwache
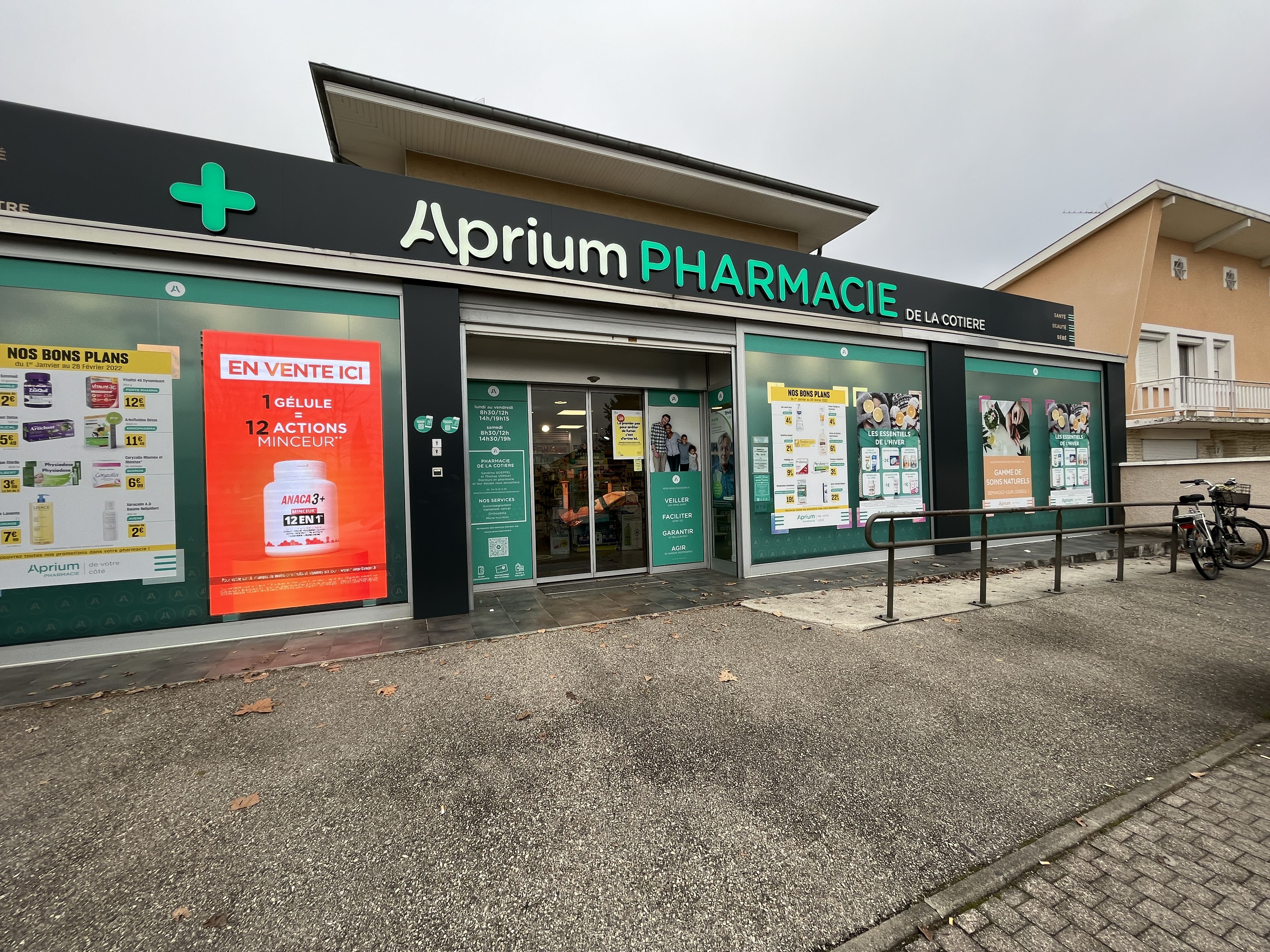
Apotheke
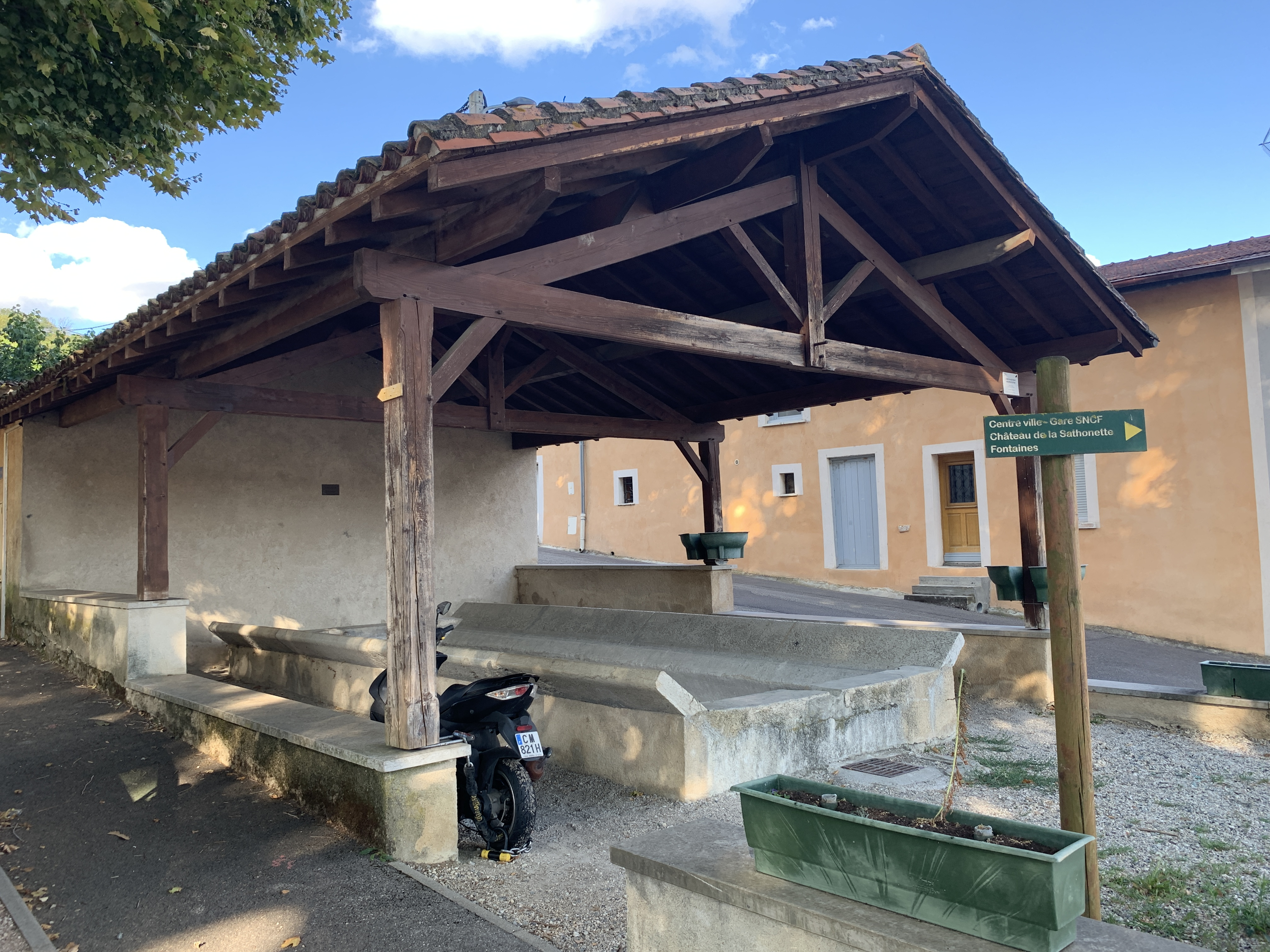
Lavoir
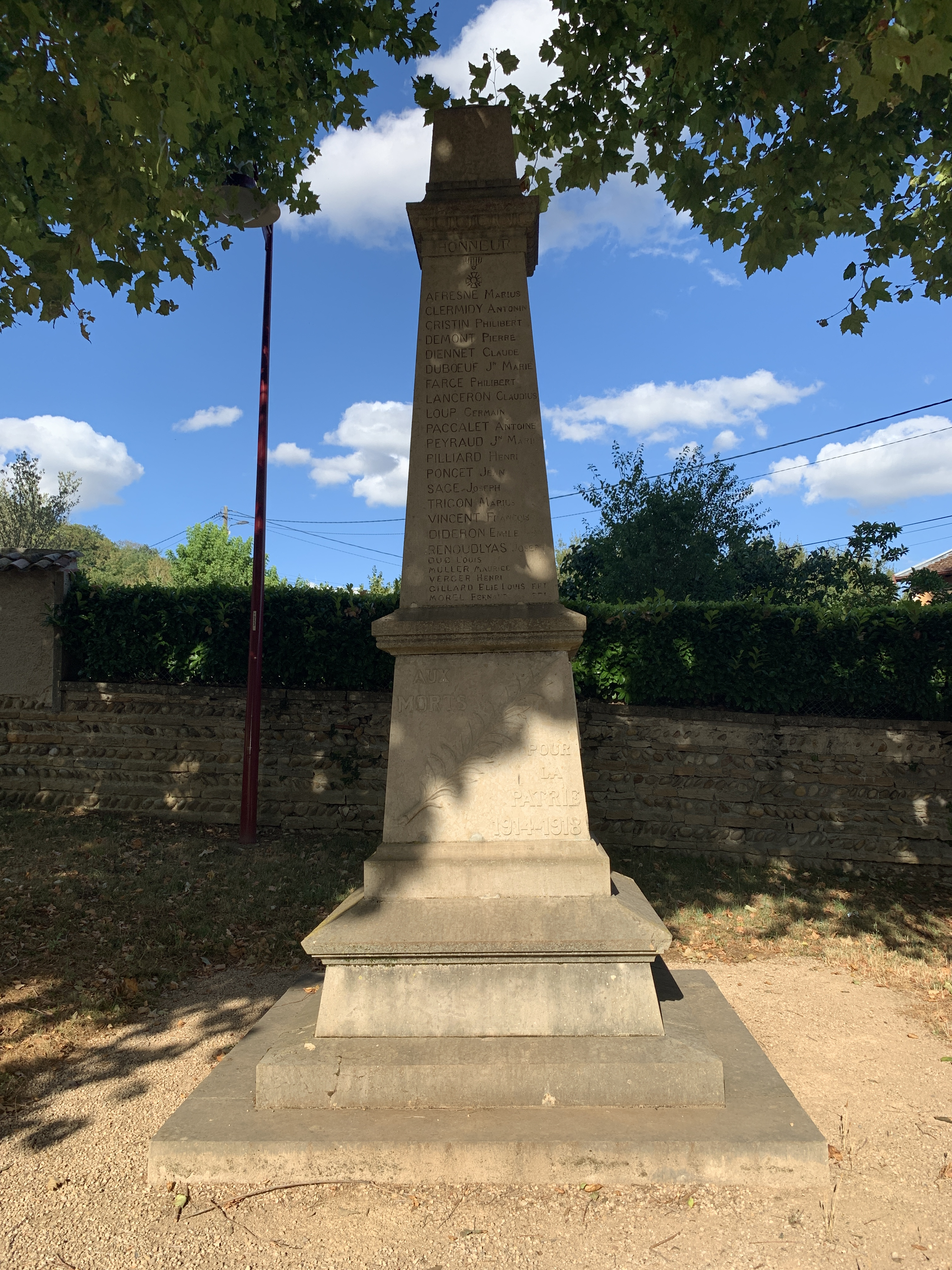
Gefallenendenkmal
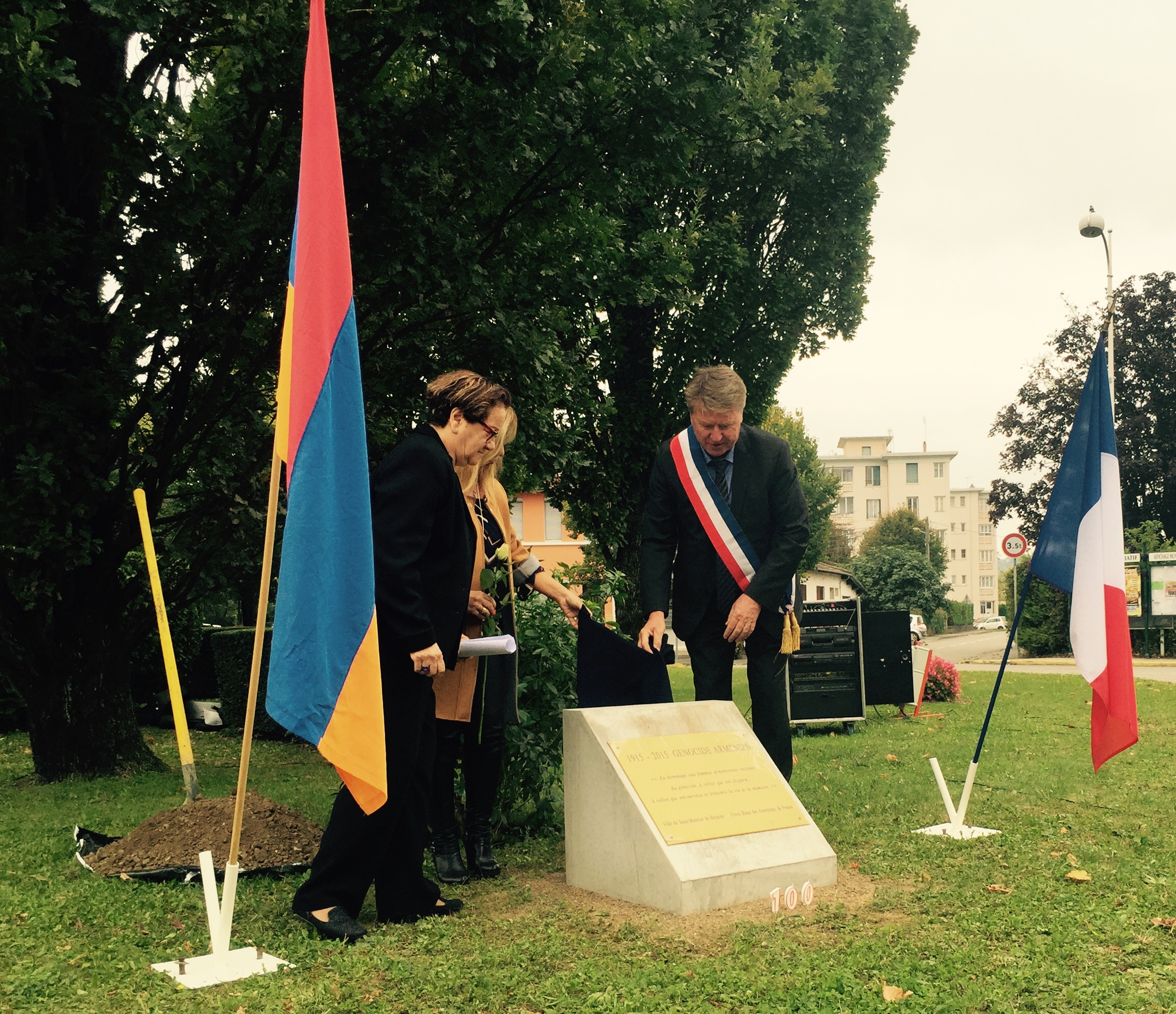
Mahnmal für die Opfer des Völkermords an den Armeniern
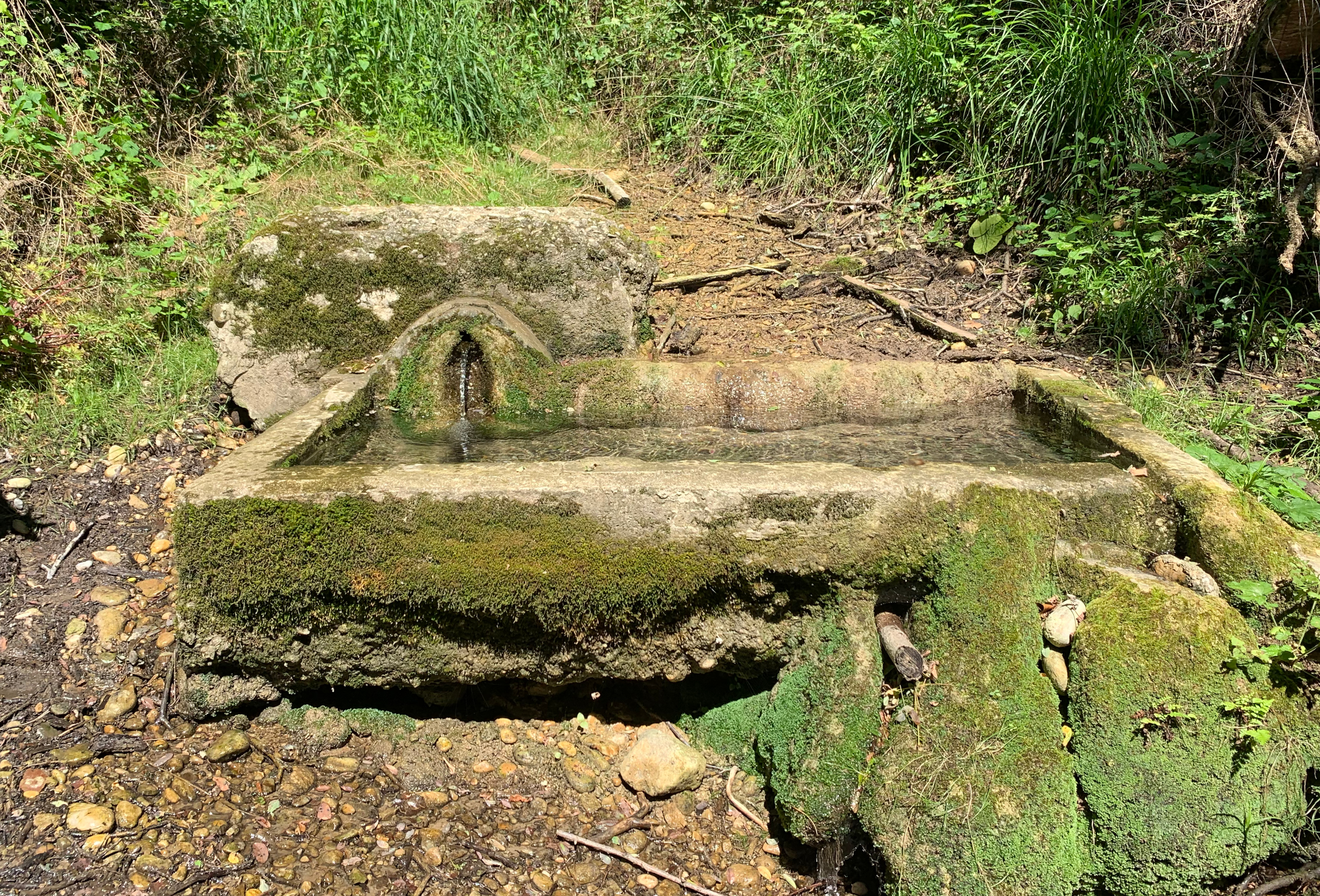
Fontaine de la source du Merloux